# Tramser See
Der Tramser See ist ein See im Ortsteil Trams der Gemeinde Jesendorf im Landkreis Nordwestmecklenburg. Er liegt nordwestlich der Landesstraße 101. Das Ostufer in der Seewisch ist moorig und Schilf wächst fast am gesamten Ufer. Das Westufer ist von Mischwald bedeckt. Hier liegt auf einer etwa 15 Meter hoch ansteigenden Anhöhe die Ruine eines ehemaligen Gutshauses, das in der Zeit der DDR als Kinderheim genutzt wurde. Der See hat eine Nord-Süd-Ausdehnung von etwa 450 Metern und eine West-Ost-Ausdehnung von etwa 800 Metern.